# Palau-saverdera
Palau-saverdera település Spanyolországban, Girona tartományban. Palau-saverdera Castelló d’Empúries, El Port de la Selva, Roses, La Selva de Mar és Pau községekkel határos. Lakosainak száma 1503 fő (2024).

## Népesség
A település népessége az elmúlt években az alábbi módon változott:
| Lakosok száma | 191  | 1229 | 942  | 776  | 663  | 1031 | 1451 | 1437 | 1476 | 1503 |
|               | 1717 | 1887 | 1936 | 1960 | 1986 | 2004 | 2009 | 2014 | 2019 | 2024 |